# Аббаси, Гейдар
Гейда́р Аббаси́ (перс. حیدر عباسی‎, азерб. Heydər Abbasi), более известный под псевдонимом Барышма́з (азерб. Barişmaz — непримиримый) — иранский поэт, переводчик, писатель и литературный критик азербайджанского происхождения. Аббаси родился в 1943 году в городе Мераге в иранской провинции Восточный Азербайджан. Окончил Тебризский университет (англ. University of Tabriz) и получил степень бакалавра по английскому языку, затем продолжил обучение в Тегеране, где получил степень магистра. Гейдар Аббаси является автором 45 произведений. Перевёл на азербайджанский язык сакральную шиитскую книгу «Путь Красноречия» («Нахдж аль-Балага») Шарифа Рази (а также двухтомный комментарий к данному труду), «Маснави» суфийского поэта Джалаладдина Руми и другие произведения, используя и арабский, и латинский алфавит.